# هيرتا مولر
هيرتا مولر (بالألمانية: Herta Müller)؛ (17 أغسطس 1953 -)، روائية ألمانية ولدت في رومانيا.، لغتها الأم الألمانية، مُنعت أعمالها من الرقابة الرومانية، وبدأت شهرتها الدولية منذ بداية التسعينيات، ترجمت أعمالها إلى أكثر من عشرين لغة، وحصلت على جائزة نوبل في الأدب عام 2009، لتكون المرأة الثانية عشر التي حصلت على الجائزة بهذا الفرع منذ إطلاقها عام 1901. عرفت بأعمالها الأدبية التي نقلت ظروف الحياة الصعبة في الجمهورية الاشتراكية الرومانية، وصورت آثار العنف والقسوة والإرهاب في ظل حكم الرئيس الروماني الأسبق نيكولاي تشاوتشيسكو، والتي عاشتها بنفسها. عبَّرت أكثر أعمالها عن وجهة نظر الأقلية الألمانية في رومانيا، وصورت التاريخ المعاصر للألمان في ترانسلفانيا. من أشهر رواياتها (الموعد)، و (جواز السفر).
من أهم أعمالها رواية «أرجوحة النفس» (Atemschaukel)، والتي صورت قيام الاحتلال السوفيتي في رومانيا بترحيل الأقلية الألمانية الرومانية إلى معسكرات الاعتقال السوفيتية لاستخدامهم كسخرة ألمانية.
بجوار جائزة نوبل حصلت موللر على حوالي 20 جائزة، بما فيها جائزة كليست (1994)، جائزة أريستون (1995)، جائزة دبلن الأدبية الدولية (1998) وجائزة فرانز ويرفل لحقوق الإنسان (2009). وفي 8 أكتوبر 2009 أعلنت الأكاديمية السويدية حصولها على جائزة نوبل في الآداب، واصفين إياها بالمرأة «التي، بتكثيف الشعر ووضوح النثر، صورت حياة المحرومين».

## حياتها
ولدت مولر في 17 اب/أغسطس 1953 في غرب رومانيا، لوالدين من أقلية تتحدث الألمانية. كان والدها في الحرس الخاص النازي خلال الحرب العالمية الثانية، لكن تحت الحكم الشيوعي في رومانيا أصبح يكسب رزقه من العمل كسائق شاحنة. كان جدها مزارعًا غنيًا، لكن النظام الشيوعي صادر ثروته. في عام 1945 قام الشيوعيون بترحيل والدتها- البالغة 17 عامًا حينها- إلى معسكر اعتقال في الاتحاد السوفياتي ضمن 100 ألف شخص من الأقلية الألمانية، إلى أن أُطلق سراحها في 1950.
اللغة الأم لموللر هي الألمانية، وقد تعلمت الرومانية فقط في المدرسة. تخرجت في المدرسة الثانوية Nikolaus Lenau، ثم التحقت بالدراسات الألمانية والأدب الروماني في جامعة Timișoara الغربية. في 1976 بدأت العمل كمترجمة لمصنع هندسي. طردت مولر عام 1979 من أول عمل لها كمترجمة، بعد أن رفضت العمل لحساب الشرطة الخاصة التابعة للديكتاتور السابق نيكولاي تشاوشيسكو. فبدأت تتكسب عيشها من التدريس لرياض الأطفال، وإعطاء دروس في اللغة الألمانية. وقررت تكريس حياتها للأدب.

## حياتها المهنية
منعت الرقابة في النظام الروماني مجموعتها القصصية القصيرة الأولى التي صدرت في العام 1982 تحت اسم «نيدرونغين»، ونشرت بالإنكليزية تحت اسم «ناديرز». ولم تنشر الرواية بشكل كامل إلا بعد عامين في ألمانيا، إثر تهريبها إلى خارج البلاد.د. وقصة الكتاب الأساسية عن بنت صغيرة تقدم من منظورها المجتمع الألماني في رومانيا. انتقد البعض موللر بأنها «تلوث عشها» من خلال تصويرها غير المتعاطف لحياة القرية.
وتحدثت مولر عن نفي الرومانيين الألمان إلى الاتحاد السوفياتي في روايتها الأخيرة «أرجوحة النفس»، التي صدرت في 2009. وفرت مولر من رومانيا إلى ألمانيا العام 1987، بعد أن منعت من نشر كتاباتها في بلادها، وبعد ذلك تم اكتشافها بشكل كامل في عالم الأدب.
ومن بين أشهر رواياتها «جواز السفر» التي نشرت العام 1986 في ألمانيا وترجمت في العام 1989، و«الموعد» التي نشرت العام 2001، وتصف القلق الذي تعيشه امرأة بعد أن استدعتها مديرية أمن الدولة. وذكر ايوان ماسكوفيسكو رئيس بلدية قرية نيتشدورف التي تتحدر منها مولر، أن المنزل الذي ولدت فيه أصبح الآن من أملاك الدولة، لكنها لا تزال تملك أرضا ورثتها هناك رغم أنها لم تزرها مطلقا. ووصفت مولر الديكتاتور الروماني السابق تشاوشيسكو في مقال نشرته صحيفة «فرانكفورتر روندشاو» العام 2007 بأنه «محدث نعمة يستخدم الصنابير وأدوات الطعام المصنوعة من الذهب كما أن لديه ضعفا خاصا تجاه القصور». وقالت أن رومانيا أصيبت «بفقدان الذاكرة الجماعي» لماضيها القمعي.
وقالت أن سكان رومانيا «يتظاهرون بأن ذلك الماضي اختفى، أن البلاد جميعها مصابة بفقدان الذاكرة الجماعي»، وأضافت «أن (رومانيا) كانت مأوى لاعتى الطغاة في شرق أوروبا وأكثرهم شرا بعد ستالين، خلق (تشاوشيسكو) لنفسه صور بطل توازي ما يحدث في كوريا الشمالية».
كانت موللر عضوًا في جماعة الكتاب الناطقين بالألمانية في رومانيا، والذين دعموا حرية التعبير في مواجهة الرقابة التي واجهوها في ظل حكومة نيوكولاي تشاوشيسكو. وناقشت أعمالها هذه القضايا. أنكر ضابط الأمن رادو تينو، المسؤول عن متابعتها في ذلك الحين، أنها قد تعرضت لأي اضطهاد، وهو الادعاء الذي عارضته موللر في مقالها بـ GERMAN WEEKLY يوليو 2009.
ُرفِض السماح لمولر بالهجرة إلى ألمانيا الغربية في عام 1985، ومنعت من نشر كتاباتها في بلادها، حتى سُمح لها أخيرًا بالمغادرة مع زوجها الروائي آنذاك ريتشارد فاغنر، ففرت مولر من رومانيا إلى ألمانيا عام 1987، وبعد ذلك تم اكتشافها بشكل كامل في عالم الأدب. واستقرت مع زوجها في برلين الغربية، حيث لا يزال كلاهما يعيش. في السنوات التالية أصبحت موللر تحاضر في جامعات في ألمانيا وخارجها. تم انتخاب موللر لعضوية Deutsche Akademie für Sprache und Dichtung في عام 1995، وتبع ذلك حصولها على مناصب فخرية أخرى. في عام 1997، انسحبت من نادي القلم الألماني احتجاجًا على اندماجه مع فرع جمهورية ألمانيا الديمقراطية السابق. في يوليو 2008، أرسلت موللر خطابًا نقديًا مفتوحًا إلى هوريا رومان باتابيفيتشي، رئيس المعهد الثقافي الروماني ردًا على الدعم المعنوي والمالي الذي قدمه المعهد لاثنين من المخبرين الأمنين السابقين المشاركين في المدرسة الصيفية الرومانية الألمانية.
كتب الناقد دينيس شيك عن زيارتها لموللر في منزلها ببرلين، ورأت أن مكتبها يحتوي على درج مليء بأحرف مفردة تم قطعها من إحدى الصحف. ولاحظت أنها تستخدم هذه الحروف لكتابة النصوص، فشعر أنه «دخل ورشة شاعر حقيقي».
نُشر كتابها «جواز السفر» لأول مرة في ألمانيا باسم "Der Mensch ist ein großer Fasan auf der Welt" في عام 1986، وترجم في العام 1989، ووفقًا لملحق التايمز الأدبي، الكتاب مصاغ برمزية غريبة ناتجة عن القمع: رمزية غير قابلة للفك لأنه لا يوجد شيء محدد لفكه، إن الكتاب صريح، ولكن بطريقة ما تفوح منه رائحة الأشياء التي لم تقال. ومن الملاحظات الغريبة المذكورة فيه، هو قول القرويون: («الإنسان ليس سوى طائر في العالم»)، وعي الرغم من ذكر حاكم رومانيا تشاوشيسكو مطلقًا، إلا أنه أساسي في القصة، ولا يمكن نسيانه. إن هذه الرواية القصيرة تتوسع في العقل لتحتل مساحة عاطفية تتجاوز حجمها أو البساطة الظاهرة لقصتها.

## تأثيرها
نشرت موللر «الموعد» عام 2001، وهي تصف القلق الذي تعيشه امرأة بعد أن استدعتها مديرية أمن الدولة. وفي عام 2009 صدرت روايتها «أٍرجوحة النفس»، وتحدثت فيها عن نفي الرومانيين الألمان إلى الاتحاد السوفياتي.
في عام 2009 حصلت هيرتا موللر على نجاح كبير، فكتابها «أرجوحة النفس» تم اختياره لجائزة الكتاب الألماني وفازت أيضًا بجائزة فرانز ويرفل لحقول الإنسان، في هذا الكتاب تصف موللر رحلة شاب إلى gulag في الاتحاد السوفيتي وهي رواية عن مصير كثير من الألمان في ترانسلفانيا الذين تم إرسالهم إلى تلك المعتقلات السوفييتية. استلهمت في هذا الكتاب تجربة الشاعر أوسكار باستير، والتي دونت ملحوظات عنها وأيضًا تجربة أمها الخاصة.
في أكتوبر 2009، أعلنت الأكاديمية السويدية قرارها بمنحها جائزة نوبل في الآداب لهذا العام، بوصفها المرأة «التي، بتكثيف الشعر ووضوح النثر، صورت حياة المحرومين». قارنت الأكاديمية أسلوب موللر واساخدلمها للألمانية كلغة أقليات بالكاتب فرانز كافكا، وأشاروا لتأثير كافكا على موللر. تزامن حصلها على الجائزة مع الذكري العشرين لسقوط الشيوعية. قال مايكل كروجر، رئيس دار نشر مولر: «من خلال منح الجائزة لهيرتا موللر، التي نشأت في أقلية ناطقة بالألمانية في رومانيا، تكون اللجنة اعترفت بمؤلف يرفض السماح للجانب اللاإنساني من الحياة في ظل الشيوعية بأن يكون قد نسي». علقت موللر في 2012 على حصول مويان على الجائزة، بأن الأكاديمية اختارت مؤلف يحتفي بالرقابة.
الرغم من أن مولر لم تكشف سوى القليل عن الأشخاص أو الكتب المحددة التي أثرت عليها، فقد اعترفت بأهمية دراستها الجامعية في الأدب الألماني والروماني، ولا سيما التناقض بين اللغتين. يقول الكاتب: «اللغتان تبدوان مختلفتان...فـفي الرومانية» قطرات الثلج «هي» دموع صغيرة «، وفي الألمانية هي» أجراس ثلج صغيرة «، مما يعني أننا لا نتحدث فقط عن كلمات مختلفة، ولكن عن عوالم مختلفة». وتتابع، «يرى الرومانيون نجمًا ساقطًا ويقولون إن شخصًا ما مات، أما الألمان فيتمنوا أمنية عندما يروا النجم الساقط». الموسيقى الشعبية الرومانية لها تأثير آخر: «عندما سمعت ماريا توناس لأول مرة بدت رائعة بالنسبة لي، وللمرة الأولى شعرت حقًا بما يعنيه الفولكلور. ترتبط الموسيقى الشعبية الرومانية بالوجود بطريقة ذات مغزى كبير.» 
تم تشكيل عمل مولر أيضًا من خلال العديد من التجارب التي شاركتها مع زوجها السابق والروائي وكاتب المقالات ريتشارد فاجنر. نشأ كلاهما في رومانيا كأعضاء في مجموعة Banat Swabian العرقية، وسجلا في الدراسات الأدبية الألمانية والرومانية في جامعة Timișoara. بعد التخرج، عمل كلاهما كمدرسين للغة الألمانية، وكانا أعضاء في Aktionsgruppe Banat ، وهو مجتمع أدبي ناضل من أجل حرية التعبير. منحها تورطهامع Aktionsgruppe Banat الشجاعة للكتابة بجرأة، على الرغم من التهديدات والمتاعب التي أحدثتها الشرطة السرية الرومانية. على الرغم من أن كتبها خيالية، إلا أنها تستند إلى أشخاص وخبرات حقيقية. كتبت روايتها عام 1996، The Land of Green Plums ، بعد وفاة صديقين، حيث اشتبهت موللر في تورط الشرطة السرية.
ذكر إيوان ماسكوفيسكو رئيس بلدية قرية نيتشدورف التي تتحدر منها هيرتا موللر، أن المنزل الذي ولدت فيه أصبح الآن من أملاك الدولة، لكنها لا تزال تملك أرضا ورثتها هناك رغم أنها لم تزرها مطلقًا. ووصفت مولر الديكتاتور الروماني السابق تشاوشيسكو في مقال نشرته صحيفة «فرانكفورتر روندشاو» العام 2007 بأنه «محدث نعمة يستخدم الصنابير وأدوات الطعام المصنوعة من الذهب كما أن لديه ضعفًا خاصًا تجاه القصور». وقالت أن رومانيا أصيبت «بفقدان الذاكرة الجماعي» لماضيها القمع.

## عنها
- قالت لجنة حكام جائزة نوبل الآداب في حيثيات تقديم جائزة نوبل للآداب بأنها كاتبة عكست حياة المحرومين بتركيز لغة الشعر وصدق ووضوح لغة النثر
- وقال بيتر إنلجند Peter Englund السكرتير الدائم للأكاديمية السويدية، أنه تم تكريم السيدة مولر بسبب لغتها المتميز جدًا من ناحية، ومن ناحية أخرى بسبب أن لديها حقًا قصة ترويها عن نشأتها في ظل نظام ديكتاتوري.. وكذلك نشأتها كغريبة بين أهلها.
- قال عنها ملك King of Tech Rabih Elathram RE شكرًا أيتها العبقرية الفريدة من نوعها في كوكبنا رسالة إلى أهل عبر أقمار اصطناعية.

## أعمالها
- منخفضات (مجموعة قصصية) - سنة النشر: 1984 ألمانيا (نشرت للمرة الأولى في رومانيا عام 1982 بعد حذف العديد من الفقرات بها من قبل الرقابة الرومانية)
- رواية (1982) - سنة النشر 1984
- جواز السفر - سنة النشر 1986
- فبراير الحافي - سنة النشر 1987
- الترحال على ساق واحدة - سنة النشر 1989
- الشيطان منعكسًا في المرآة - سنة النشر 1991
- الثعلب هو بالفعل الصياد - سنة النشر 1992
- البطاطا الساخنة هي السرير الدافئ - سنة النشر 1992
- الجوع والحرير (مقالات) - سنة النشر 1995
- الموعد - سنة النشر 2001
- الملك يركع ويُقتل - سنة النشر 2003
- الرجال الشاحبون وفناجين القهوة - سنة النشر 2009
- أرجوحة النفس Atemschaukel - سنة النشر 2009
- الثلج نفسه والعم نفسه دومًا- سنة النشر 2011
- أبي ينادي الذباب - سنة النشر 2012

## أعمالها المترجمة إلى اللغة العربية
- أرجوحة النفس - مشروع {كلمة للترجمة} في {هيئة أبوظبي للثقافة والتراث}
- الملك ينحني ليقتل/ ترجمة: د. وحيد نادر، (2011)
- ما الإنسان سوى دراج كبير في هذه الدنيا (2011) (ترجمة نبيل الحفار)

## الجوائز والتقديرات التي حصلت عليها
- 1981 Adam-Müller-Guttenbrunn Sponsored Prize the تيميشوارا Literature Circle
- 1984 Aspekte Literature Prize
- 1985 Rauris Literature Prize
- 1985 Encouragement Prize of the Literature Award of بريمن
- 1987 Ricarda-Huch Prize of دارمشتات
- 1989 Marieluise-Fleißer Prize of إنغولشتات
- 1989 German Language Prize, together with Gerhardt Csejka, Helmuth Frauendorfer, Klaus Hensel, Johann Lippet, Werner Söllner, William Totok, Richard Wagner
- 1990 Roswitha Medal of Knowledge  [لغات أخرى]‏ of باد غاندرسهايم
- 1991 Kranichsteiner Literature Prize
- 1993 Critical Prize for Literature
- 1994 جائزة كلايست
- 1995 Aristeion Prize
- 1995/96 City-writer of Frankfurt-Bergen-Enkheim
- 1997 Literature Prize of غراتس
- 1998 Ida-Dehmel Literature Prize and the جائزة دبلن الأدبية الدولية  [لغات أخرى]‏ for Herztier / The Land of Green Plums
- 1999 Franz-Kafka Prize
- 2001 CICERO Speaker Prize
- 2002 ميدالية كارل تسوكماير  [لغات أخرى]‏ of راينلند بالاتينات
- 2003 Joseph-Breitbach Prize (together with Christoph Meckel and Harald Weinrich)
- 2004 Literature Prize of Konrad-Adenauer-Stiftung
- 2005 Berlin Literature Prize
- 2006 Würth Prize for European Literature und Walter-Hasenclever Literature Prize
- 2009 جائزة نوبل في الأدب

## وصلات خارجية
- هيرتا مولر على موقع أرشيف الشارخ.
- هيرتا مولر على موقع IMDb (الإنجليزية)
- هيرتا مولر على موقع الموسوعة البريطانية (الإنجليزية)
- هيرتا مولر على موقع مونزينجر (الألمانية)
- هيرتا مولر على موقع ميوزك برينز (الإنجليزية)
- هيرتا مولر على موقع إن إن دي بي (الإنجليزية)
- هيرتا مولر على موقع قاعدة بيانات الفيلم (الإنجليزية)
- Herta Müller (بيوغرافيا)
- AFP https://archive.today/20130426094102/www.google.com/hostednews/afp/article/ALeqM5inXouhy2-xXRiDMdtGkvUe6Ee-Bw